# 17ª Brigata meccanizzata pesante "Kryvyj Rih-Kostjantyn Pestuško"
La 17ª Brigata meccanizzata pesante autonoma "Kryvyj Rih-Kostjantyn Pestuško" (in ucraino 17-та окрема важка механізована Криворізька бригада імені Костянтина Пестушка?, 17-ta okrema važka mechanizovana Kryvoriz'ka bryhada imeni Kostjantyna Pestuška, unità militare А3283) è un'unità di fanteria meccanizzata e corazzata delle Forze terrestri ucraine, subordinata al Comando operativo "Est" e con base a Kryvyj Rih.

## Storia

### Unione Sovietica
Le origini della brigata risalgono alla 174ª Divisione fucilieri dell'Armata Rossa, costituita a Čeljabinsk nell'agosto 1940. Allo scoppio dell'Operazione Barbarossa partecipò alla difesa di Polotsk come parte dalla 22ª Armata, riuscendo a sfuggire all'accerchiamento. Successivamente prese parte alle operazioni difensive e ai successivi contrattacchi della battaglia di Mosca, venendo insignita del titolo di unità delle guardie per il coraggio dimostrato, venendo così trasformata nella 20ª Divisione fucilieri delle guardie il 17 marzo 1942. In questa veste combatté nella battaglia di Stalingrado, e successivamente a Kryvyj Rih, città alla quale l'unità fu dedicata per aver contribuito alla sua liberazione. Il 12 aprile 1944 venne insignita dell'Ordine della Bandiera Rossa per aver tagliato con successo la ritirata ad unità della Wehrmacht a Rozdil'na. Il 7 settembre dello stesso anno, dopo aver partecipato a un accerchiamento di truppe tedesche presso Chișinău, venne insignita dell'Ordine di Suvorov di II Classe. Terminò la seconda guerra mondiale come parte della 57ª Armata del 3º Fronte ucraino.
In seguito alla smobilitazione dell'Unione Sovietica nel 1945, la divisione venne riorganizzata come 25ª Divisione meccanizzata delle guardie, e nel 1957 divenne la 37ª Divisione corazzata delle guardie e fu schierata a Costanza come parte della 1ª Armata corazzata delle guardie. Nel 1958 venne trasferita presso l'attuale sede di Kryvyj Rih, e nel 1965 venne ribattezzata 17ª Divisione corazzata delle guardie, numerazione che mantiene tutt'oggi.

### Ucraina
Dopo il crollo dell'Unione Sovietica, nel 1992 la divisione passò sotto il controllo dell'Ucraina, e il 3 settembre 2003 venne riorganizzata nella 17ª Brigata corazzata autonoma (in ucraino 17-та окрема танкова бригада?, 17-ta okrema tankova bryhada).
All'inizio del 2014 l'unità era in fase di scioglimento, e allo scoppio della guerra del Donbass non è stata nelle condizioni di mobilitarsi nemmeno a livello di compagnia per i primi due mesi. In seguito venne schierata durante la seconda battaglia dell'aeroporto di Donec'k, quando il termine cyborg (in ucraino кіборг?) venne utilizzato per riferirsi ai militari della brigata per l'incredibile capacità di resistere agli attacchi delle milizie della Repubblica Popolare di Doneck, senza supporto e senza poter dormire. I cosiddetti cyborg sono entrati a far parte della mitologia nazionale ucraina, ed il termine è stato utilizzato dai media per indicare soldati della 93ª Brigata meccanizzata, della 79ª Brigata d'assalto aereo e appunto della 17ª Brigata corazzata. L'unità ha inoltre preso parte alla battaglia di Ilovajs'k, alla battaglia di Mariupol' e alla battaglia di Debal'ceve. Nel novembre 2014 le venne assegnato il 40º Battaglione fanteria motorizzata "Kryvbas" (unità militare A2603), ex battaglione di difesa territoriale successivamente sciolto nell'aprile del 2015 con l'accusa di aver abbandonato le proprie posizioni a Debal'ceve.
Il 18 novembre 2015, nell'ambito dell'eliminazione delle onorificenze sovietiche dalle Forze armate ucraine, il titolo di "Ordine della Bandiera Rossa e di Suvorov" venne rimosso dal nome dell'unità. Tuttavia venne lasciato quello di "Kryvyj Rih", in quanto la città si trova in Ucraina. Il 22 agosto 2016 anche la denominazione di "guardie" venne rimossa. Il 22 agosto 2019 la brigata è stata ufficialmente dedicata a Kostjantyn Pestuško, comandante di spicco durante la guerra sovietico-ucraina.

#### Guerra russo-ucraina
Fin dai primi giorni dell'invasione russa dell'Ucraina del 2022 la brigata è stata schierata nei dintorni di Charkiv, prendendo parte alla difesa della città. All'inizio di maggio è stata inviata nel settore di Sjevjerodonec'k e Lysyčans'k, saliente ucraino obiettivo dell'offensiva russa nel Donbass, per fornire supporto alla 24ª Brigata meccanizzata nella difesa di Popasna. A Bilohorivka, fra l'11 e il 12 maggio, il fuoco di artiglieria dell'unità ha completamente distrutto un gruppo tattico di battaglione russo mentre tentava di attraversare il fiume Severskij Donec, mettendo fuori combattimento oltre 70 fra carri armati e mezzi blindati nemici. Parzialmente investita dallo sfondamento del Gruppo Wagner a Popasna, fra giugno e luglio è stata ritirata dalla prima linea insieme alla 24ª Brigata meccanizzata e trasferita presso Kramators'k per riorganizzarsi e ripianare le perdite.
A partire da agosto è stata impiegata nell'oblast' di Cherson, contribuendo a mantenere il controllo di una testa di ponte oltre il fiume Inhulec'. Successivamente ha sostenuto l'avanzata della 128ª Brigata d'assalto da montagna lungo il fiume Dnepr verso Beryslav. Fra il 9 e l'11 novembre ha contribuito al successo della controffensiva ucraina che ha portato al collasso delle difese russe nella regione di Cherson e alla completa liberazione della sponda destra del Dnepr.
Dopo la stabilizzazione del fronte meridionale è stata trasferita nuovamente in Donbass come riserva strategica. All'inizio di gennaio è stata impiegata in prima linea a Soledar, nel tentativo di fermare la penetrazione delle unità russe del VDV e del Gruppo Wagner. In particolare ha sostenuto la 46ª Brigata aeromobile, ma senza successo, e l'Ucraina ha dovuto abbandonare gran parte della cittadina. Nelle settimane successive è stata impiegata, insieme alla 4ª Brigata corazzata ed altre unità, nella difesa della linea fortificata realizzata sulle colline a nord di Bachmut. Nelle fasi finali della battaglia di Bachmut è stata spostata nelle retrovie del fianco sud della città, fornendo supporto ai contrattacchi locali della 5ª Brigata d'assalto in direzione di Kliščiїvka. Nei primi mesi del 2024 ha sostenuto lo sforzo difensivo ucraino a ovest di Bachmut contro l'offensiva invernale russa.
A ottobre 2024 elementi della brigata sono stati impiegati nell'oblast' di Kursk, supportando la 61ª Brigata meccanizzata nel respingere i contrattacchi dell'810ª Brigata fanteria di marina a sud di Sudža. Alla fine di ottobre l'unità è stata riorganizzata come brigata meccanizzata pesante, la prima di questo tipo nell'esercito ucraino, seguita pochi giorni dopo dalla 117ª Brigata, in seguito al trasferimento di due battaglioni corazzati ad altre formazioni e alla loro sostituzione con due battaglioni meccanizzati. Durante la seconda settimana di novembre, con elementi della 95ª Brigata d'assalto aereo e della 47ª Brigata meccanizzata, ha respinto i nuovi attacchi contro il saliente ucraino nell'oblast' di Kursk condotti dall'810ª e dalla 155ª Brigata fanteria di marina e da due reggimenti della 106ª Divisione aviotrasportata delle guardie; le forze russe impiegate hanno perso uomini e veicoli da combattimento pari a circa tre battaglioni. All'inizio di dicembre i carri armati della brigata hanno supportato un contrattacco della 21ª Brigata meccanizzata e dell'80ª Brigata d'assalto aereo che ha riconquistato il villaggio di Dar'ino, occupato dalla 106ª Divisione e dall'83ª Brigata d'assalto aereo il 24 novembre. Alla fine di marzo 2025 elementi della brigata hanno preso parte all'incursione ucraina nell'oblast' di Belgorod. Nel giugno 2025 è stata assegnata al 20º Corpo d'armata di recente costituzione, alla guida del quale è stato nominato il comandante della brigata, colonnello Maksym Kytuhyn.

## Struttura
- Comando di brigata[41]
- 1º Battaglione corazzato
- 2º Battaglione corazzato
- 1º Battaglione meccanizzato
- 2º Battaglione meccanizzato
- 1º Battaglione fucilieri
- 2º Battaglione fucilieri
- Battaglione sistemi senza pilota "Rubikon"
- Gruppo d'artiglieria
  - Batteria acquisizione obiettivi
  - Battaglione artiglieria semovente (M109)
  - Battaglione artiglieria semovente (2S1 Gvozdika)
  - Battaglione artiglieria lanciarazzi (BM-21 Grad)
- Battaglione artiglieria missilistica contraerei (2K22 Tunguska)
- Battaglione genio
- Battaglione manutenzione
- Battaglione logistico
- Compagnia ricognizione (BRDM-2)
- Compagnia cecchini
- Compagnia guerra elettronica
- Compagnia comunicazioni
- Compagnia radar
- Compagnia difesa NBC
- Compagnia medica

## Simboli
Lo stemma della brigata è nero calzato di verde. Il triangolo nero rappresenta uno šlyk, la parte superiore del tradizionale copricapo cosacco, ed era inoltre il principale colore del movimento rivoluzionario durante la guerra d'indipendenza ucraina. Il cavaliere dorato al centro simboleggia l'eredità delle truppe corazzate dalla cavalleria pesante. Nero e giallo sono inoltre i colori identificativi delle truppe corazzate dell'Ucraina. Il verde, insieme al bordo rosso dello scudo, sono invece i colori dello stemma di Kryvyj Rih, città a cui l'unità è intitolata.

## Comandanti
- Maggior generale Ivan Svyda (1992 - 1994)[43]
- Maggior generale Hryhorij Sakovs'kyj (1994 - 1996)[44]
- Maggior generale Serhij Harbuz (1996 - 1998)[45]
- Colonnello Oleksandr Tarnavs'kyj (2011 - 2015)[46]
- Colonnello Serhij Litvinov (2015 - luglio 2017)[47]
- Tenente colonnello Volodymyr Dribnochod (luglio 2017 - maggio 2019)[48]
- Colonnello Oleh Mykolajčuk (maggio 2019 - maggio 2020)[49]
- Colonnello Pavlo Žytnjak (maggio 2020 - novembre 2023)[50]
- Colonnello Maksym Kytuhyn (novembre 2023 - giugno 2025)[51]